# Manolita Cinco
Manolita Cinco (1932) is een atleet uit Filipijnen. Zij was de eerste vrouwelijke deelneemster aan de Olympische Spelen voor Filipijnen.
Op de Olympische Zomerspelen van Melbourne in 1956 liep Cinco op de 100 meter sprint en de 80 meter horden. Uiteindelijk startte ze niet op de 100 meter sprint.
Op de Aziatische Spelen behaalde Cinco twee bronzen medailles, in 1954 op de 4x100 meter estafette, en in 1958 op de 80 meter horden.